# Charrúa Ridge
Charrúa Ridge är en bergstopp i Antarktis. Den ligger i Sydshetlandsöarna. Argentina, Chile och Storbritannien gör anspråk på området. Toppen på Charrúa Ridge är 340 meter över havet.
Terrängen runt Charrúa Ridge är kuperad åt nordväst, men åt sydost är den bergig. Havet är nära Charrúa Ridge västerut. Trakten är glest befolkad. Närmaste befolkade plats är St. Kliment Ohridski Base, 2,4 kilometer norr om Charrúa Ridge. 